# Sicone I di Benevento
Sicone I (772 circa – 832) è stato un principe longobardo di Benevento dal 817 all'832.

## Biografia
Nobile originario del Friuli, cadde in disgrazia presso Pipino e fu costretto a lasciare Spoleto. Pensò inizialmente di trasferirsi presso Costantinopoli con la propria famiglia ma, giunto nei pressi di Benevento, fu intercettato dal principe Grimoaldo IV: quest'ultimo, inizialmente si propose di scortarlo fino al porto d'Otranto da cui avrebbe salpato per Costantinopoli, ma poi, conversandoci, si decise ad offrirgli delle terre all'interno del principato, lontano dalle minacce di Pipino.
Sicone, pur di non finire tra i Greci stranieri ed allettato dalla possibilità di rimanere tra le sue genti, accettò di buon grado l'affidamento dei territori di Acerenza, presso la quale da gastaldo amministrò bene ed acquistò il favore della comunità.
Come si legge nel Chronicon Salernitanum, un giorno i suoi figli Sicardo e Siconolfo stavano cacciando un cervo finché questo, allontatosi troppo, indusse i due a rinunciare personalmente alla caccia facendosi sostituire dai propri servi, ai quali fu ordinato di riportare il cervo a casa a tutti i costi. Il quadrupede si spinse lontano, sino a giungere nei tenimenti di Conza: i conzani, indignati per quello sconfinamento indesiderato, dapprima sottrassero il cervo ed i cani agli acheruntini, poi li percossero perbene, infine avvisarono il proprio conte, Radelchi, di quanto avvenuto.
Radelchi, temendo che Sicone volesse sottrargli la contea, si precipitò dal principe Grimoaldo IV e lo sollecitò a sollevare dall'incarico il gastaldo acheruntino: così, l'esercito principesco cinse d'assedio la città di Acerenza. Sicone aveva nuovamente pensato di fuggire a Costantinopoli, ma fu pregato dagli acheruntini di rimanere in città, terrorizzati dall'assedio: Sicone, prestando giuramento, si decise a rimanere. L'assedio, malgrado la strenua resistenza mostrata d'Acerenza, stava per vincere le resistenze della difesa, quando i due figli di Sicone fecero gran strage dei conzani che avevano assaltato una porta, spingendoli ad una fuga che per poco non costò la pelle del conte Radelchi. Preso atto del valore militare e della tenacia di Sicone, il principe Grimoaldo pensò fosse improduttivo che il suo principato si privasse di un buon stratega ed amministratore quale il gastaldo si stava mostrando, dunque persuase Radelchi ad entrare in città pacificamente per porre fine alla discordia.
Fu a questo punto che il conte, oltraggiato da questa scelta, fingendosi accondiscendente con Grimoaldo accettò senza batter ciglio di fare come dettogli. Accolto ed ospitato in città, si riunì in gran segreto nella Chiesa di Acerenza con Sicone, insieme al quale organizzarono un complotto ai danni del principe: a Sicone sarebbe andato, dopo l'assassinio, l'intero Principato di Benevento; in cambio, Sicone si sarebbe impegnato "se non ad aumentare, nemmeno a diminuire" il potere del conte Radelchi, concedendogli anche l'onore di essere consultato prima di prendere qualsiasi scelta. 
Complice la cattiva nomea e le antipatie di cui godeva il principe, non fu difficile per Radelchi e Sicone approfittare della prima occasione in cui furono chiamati a presenziare nella città di Benevento per assoldare un sicario (con vecchi rancori verso Grimoaldo) ed incaricarlo di assassinare il principe.
Prestò giuramento all'imperatore Ludovico il Pio come il suo predecessore.
Grazie all'amicizia con i conti di Conza e ad un'attenta politica matrimoniale, riuscì ad assicurarsi la permanenza sul trono ed iniziò la turbolenta gestione del potere: fu, infatti, un uomo estremamente crudele. Tentò di espandere i territori del principato a spese dei bizantini. Assediò anche Napoli, e proprio durante l'ultimo attacco alla città partenopea, nell'831, riuscì ad impossessarsi delle reliquie di San Gennaro e a portarle a Benevento.
Alla sua morte nell'832 gli succede il primogenito Sicardo, che sarà ancora più spietato e dissoluto di lui.
Sua figlia Itta (o anche Ita o Itana) sposò Guido I di Spoleto, padre dell'imperatore Guido II.